# HD92938
HD92938 — хімічно пекулярна зоря спектрального класу B3, що має видиму зоряну величину в смузі V приблизно  4,8.
Вона  розташована на відстані близько 456,2 світлових років від Сонця.

## Пекулярний хімічний склад
Зоряна атмосфера HD92938 має підвищений вміст 
He
.